# 永州八记
永州八記，是柳宗元因二王八司马事件被貶永州司馬時所寫的八篇散文。

## 历史
唐順宗永貞元年十一月至憲宗元和十年正月（805年—815年）柳宗元在永州的十年間，留下了許多清麗雋秀的遊記作品；遣詞用字上，大抵以淒冷和奧狹為基調。其中《始得西山宴遊記》、《鈷鉧潭記》、《鈷鉧潭西小丘記》、《至小丘西小石潭記》、《袁家渴記》、《石渠記》、《石澗記》、《小石城山記》總稱為「永州八記」，其中前四記作於憲宗元和四年（809年），後四記則是元和七年（812年）所作。
柳宗元山水遊記的特色，實際上脫胎於酈道元的《水經注》。对于水、木、鱼、石的描写十分生动细致。这些山水散文的特点，正如他在《愚溪诗序》中所说的“清瑩秀澈，鏘鸣金石”。